# Jerzy Kreiner
Jerzy Kreiner (ur. 3 lutego 1906 w Krakowie, zm. 28 kwietnia 1972 tamże) – polski anatom i fizjolog mózgu ssaków.
Był synem Jana, dyrektora gimnazjum, i Marii z Waśkowskich. Studia biologiczne ukończył na Uniwersytecie Jagiellońskim. W 1932 uzyskał tamże doktorat z filozofii w zakresie zoologii na podstawie pracy o mieloarchitektonice opuszki węchowej szczura białego. Podczas II wojny światowej brał udział w tajnym nauczaniu, po wojnie prowadził różne wykłady, m.in. na studium wstępnym UJ, następnie pracował (1950-1951) jako adiunkt w Zakł. Psychologii Doświadczalnej UJ, skąd został przeniesiony do Zakł. Psychologii i Etologii Zwierząt UJ, prowadzonego przez Romana Wojtusiaka.
Pracę naukową kontynuował w Zakładzie Anatomii Porównawczej UJ pod kierunkiem H. Hoyera juniora, a następnie wybitnego zoologa Zygmunta Grodzińskiego. Habilitował się w roku 1951 na podstawie rozprawy O opuszce węchowej człowieka. W 1963 roku został profesorem nadzwyczajnym, a w 1971 zwyczajnym. Od 1957 był kierownikiem Zakładu Neuroanatomii Porównawczej przy Katedrze Zoopsychologii i Etologii Zwierząt, a od 1970 Pracowni Neuroanatomii.
Większość swych prac wykonał tam oraz w utworzonej przez siebie w Krakowie w 1954 roku Pracowni Neuroanatomii, do 1965 r. należącej do Zakładu Neurofizjologii Instytutu Nenckiego, kierowanego przez Jerzego Konorskiego.
Odbywał podróże naukowe do ośrodków naukowych Stanów Zjednoczonych i Rosji. Był członkiem wielu towarzystw naukowych i organizacji. Od 1954 r. był doradcą anatomicznym Zakładu Neurofizjologii Instytutu Nenckiego, działając też jako członek rady naukowej tegoż Instytutu. Został pochowany na cmentarzu Rakowickim w Krakowie.

## Publikacje
- Wrażliwość i zwierząt i roślin (Kraków 1947),
- Mózg – centralny narząd kierowniczy (1948),
- Jak rośliny i zwierzęta chronią swoje potomstwo (Kraków 1948),
- Zmysły (1954),
- Biologia mózgu (1970);
- Słownik etymologiczny nazw i terminów łacińskich używanych w biologii oraz medycynie (Wrocław 1960, wydanie 2. tamże, 1963).